# 联邦基金利率
，为在美国一家存托機構（多數是銀行）利用手上的資金向另一家存托機構无担保借出隔夜貸款的利率。联邦基金利率是金融市场的重要基准之一。聯邦資金利率即是美國各家銀行間的銀行同業拆息，代表的是短期市場利率水準。
联邦基金有效利率（Effective Federal Fund Rate，EFFR）为前一个工作日隔夜联邦基金交易的有效中位利率，由纽约联邦储备银行每日发布。

## 聯邦基金目標利率
聯邦公開市場委員會（英語：Federal Open Market Committee，FOMC）會對聯邦资金利率設定目標區間，稱為聯邦基金目標利率（US Fed Funds Target Rate）。会议确定聯邦基金目標利率，通常每年举行八次，相隔约七周。
當實際利率偏離目標利率，聯邦儲備局會透過公開市場操作，確保利率維持在此區間內，以此来影响美国经济的货币供应量。而要觀察FOMC未來利率政策的調整方向，最好的指標便是FOMC會議後所發表的「政策聲明」（Policy Statement）。
聯邦基金目標利率會隨著通胀率及產出偏離的波動變化而受到影響。

## 历史利率

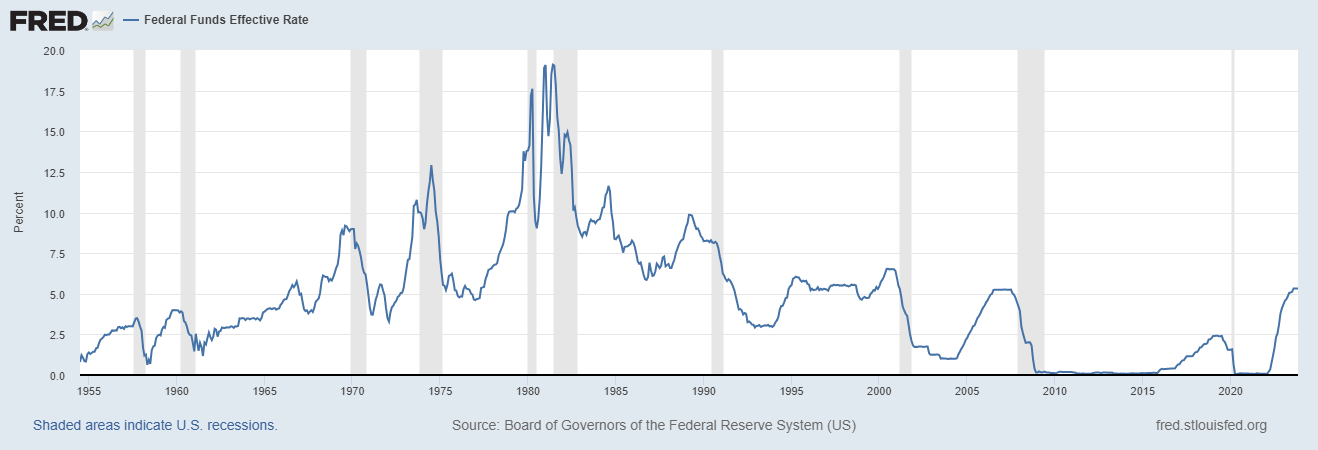
联邦基金利率历史和衰退

鉴于2021年—2023年通货膨胀飙升，美联储大幅提高了FFR。在 2022年下半年，联邦公开市场委员会连续4次将FFR上调75个基点，并在2022年的最后一次会议上将FFR进一步上调50个基点。美联储已经预示最早要到2024年才会降息。
| 日期           | 聯邦基金目標利率 | 轉變   | 資料來源 |
| -------------- | ---------------- | ------ | -------- |
| 2008年10月29日 | 1.00%            | –0.50% | [ 11 ]   |
| 2008年12月16日 | 0.00%–0.25%      | –1.00% | [ 12 ]   |
| 2015年12月16日 | 0.25%–0.50%      | +0.25% |          |
| 2016年12月14日 | 0.50%–0.75%      | +0.25% |          |
| 2017年3月14日  | 0.75%–1.00%      | +0.25% |          |
| 2017年6月14日  | 1.00%–1.25%      | +0.25% | [ 13 ]   |
| 2017年12月13日 | 1.25%–1.50%      | +0.25% |          |
| 2018年3月21日  | 1.50%–1.75%      | +0.25% |          |
| 2018年6月13日  | 1.75%–2.00%      | +0.25% |          |
| 2018年9月26日  | 2.00%–2.25%      | +0.25% |          |
| 2018年12月19日 | 2.25%–2.50%      | +0.25% |          |
| 2019年7月31日  | 2.00%–2.25%      | –0.25% |          |
| 2019年9月18日  | 1.75%–2.00%      | –0.25% | [ 14 ]   |
| 2019年10月30日 | 1.50%–1.75%      | –0.25% | [ 15 ]   |
| 2020年3月3日   | 1.00%–1.25%      | –0.50% | [ 16 ]   |
| 2020年3月15日  | 0.00%–0.25%      | –1.00% | [ 17 ]   |
| 2022年3月16日  | 0.25%–0.50%      | +0.25% | [ 18 ]   |
| 2022年5月4日   | 0.75%–1.00%      | +0.50% | [ 19 ]   |
| 2022年6月15日  | 1.50%–1.75%      | +0.75% | [ 20 ]   |
| 2022年7月27日  | 2.25%–2.50%      | +0.75% | [ 21 ]   |
| 2022年9月21日  | 3.00%–3.25%      | +0.75% | [ 22 ]   |
| 2022年11月2日  | 3.75%–4.00%      | +0.75% | [ 23 ]   |
| 2022年12月14日 | 4.25%–4.50%      | +0.50% | [ 24 ]   |
| 2023年2月1日   | 4.50%–4.75%      | +0.25% | [ 25 ]   |
| 2023年3月22日  | 4.75%–5.00%      | +0.25% | [ 26 ]   |
| 2023年5月3日   | 5.00%–5.25%      | +0.25% | [ 27 ]   |
| 2023年7月26日  | 5.25%–5.50%      | +0.25% | [ 28 ]   |
| 2024年9月18日  | 4.75%–5.00%      | -0.50% | [ 29 ]   |
| 2024年11月7日  | 4.50%–4.75%      | -0.25% |          |
| 2024年12月18日 | 4.25%–4.50%      | -0.25% | [ 30 ]   |

## 国际影响
较低的联邦基金利率使得对中国或墨西哥等发展中国家的投资更具吸引力，高联邦基金利率使美国境外的投资吸引力降低。从2009年开始，联邦基金利率长期处于非常低的水平，导致对发展中国家的投资增加。随着美国在2015年底开始恢复到更高的利率，在美国的投资变得更具吸引力，对发展中国家的投资开始下降。该利率还影响货币的汇率，较高的利率会使美元升值，而使外国货币贬值。
美國在疫情後，為對抗日趨嚴重的通膨，自2022年3月至2023年大幅升息，升息次數達11次。2024年5月，里士满聯邦儲備銀行主席托馬斯-巴爾金表示，他尚未看到應對通膨的進程步入正軌的證據，並補充說，就業市場的強勁將使官員們有時間獲得通膨將下降的信心。同時，紐約聯邦儲備銀行主席約翰威廉斯（John Williams）指出，最終會降息。威廉斯進一步表示，看到就業成長溫和，聯準會正在研究“整體”經濟數據。投資者將關注聯準會的演講。聯準會官員若釋放鴿派論調可能會對美元兌主要貨幣對價格帶來一些拋售壓力。

## 外部連結

聯邦资金利率變化圖

- FRED Data: Effective Federal Funds Rate （页面存档备份，存于）
- FRED Data: Federal Funds Target Range - Lower Limit （页面存档备份，存于）
- FRED Data: Federal Funds Target Range - Upper Limit （页面存档备份，存于）